# 우에다 류지로
우에다 류지로(일본어: 植田 龍仁朗, 1988년 1월 29일 ~ )는 일본의 전 축구 선수이다.

## 구단 경력
그는 2006년부터 2019년까지 J리그의 감바 오사카, 파지아노 오카야마, 로아소 구마모토에서 활동하였다.